# De Maten (Kampen)
De Maten is een buurt in de Nederlandse gemeente Kampen en maakt deel uit van de woonwijk De Maten-Het Onderdijks-Stationskwartier. De eerste huizen zijn in 1995 gebouwd.
De Maten wordt begrensd door: de Jacob Catsstraat (grenst hier aan Flevowijk), Cellesbroeksweg, Europa-allee en Willem Hendrik Zwartallee (grenst hier aan het Stationskwartier (Kampen)).